# Parwiz Nasibow
Parwiz Pasza-ohły Nasibow (ukr. Парвіз Паша-огли Насібов; ur. 18 sierpnia 1998) – ukraiński zapaśnik startujący w stylu klasycznym. Srebrny medalista olimpijski z Tokio 2020 w kategorii 67 kg.
Zajął dziesiąte miejsce na mistrzostwach świata w 2022. Brązowy medalista mistrzostw Europy w 2023 i 2024. Szósty w Pucharze Świata w 2017. Trzeci na MŚ juniorów w 2018. Mistrz Europy juniorów w 2017, a drugi w 2015 i 2016 roku.

## Odznaczenia
- Order „Za zasługi” II klasy (2024)[5]